# حلة (نبات)
الحِلَّة أو شبرم هو نوع نبات يتبع جنس اللبلاب من الفصيلة المحمودية.